# آليموس
آليموس: (باليونانية: Άλιμος)، (بالإنجليزية:Alimos)، مدينة يونانية ومركز لبلدية تقع في جنوب وسط البلاد وهي تقع ضمن مقاطعة جنوب أثينا التي تتبع إدارياً لإقليم آتيكا الإداري.

## الموقع والسكان
تقع المدينة على مسافة (8) كيلومتر إلى الجنوب من أثينا وهي تعتبر إحدى ضواحي العاصمة اليونانية الجنوبية، تحدها من الشمال بلدية آغيوس ديمتريوس، من الشمال الغربي باليو فاليرو، من الغرب الخليج الساروني، من الجنوب بلدية إلينيكو، ومن الشرق بلديتي إيليوبولي وَأرغيروبولي.
ترتبط المدينة مع أثينا عبر طريق بوسيدوناس الساحلي.
يبلغ عدد سكان المدينة حوالي (38) ألف نسمة (إحصاء عام 2001).

## التسمية والتاريخ
يعني اسم المدينة (آليموس = Alimos) في اللغة اليونانية القديمة (بحري) أو أي شيء يتعلق بالبحر، يصبح اسمها بـاللغة اللاتينية (Alimus). تعرف المدينة أيضاً باسم آخر هو (كالاماكي) (Kalamaki).
يعود تاريخ المدينة إلى الفترة الكلاسيكية، إذ كانت عبارة عن بلدة تعتمد على صيد الأسماك على ساحل البحر جنوب المدينة الأكبر أثينا. يعد ثوكيديدس من أهم الشخصيات الإغريقية التي ولدت في المدينة حوالي العام (460) ق.م.
استمرت المدينة في القرون الأخيرة عبارة عن قرية تعتمد على الزراعة وصيد السمك، حتى ستينيات الـقرن العشرين عندما حدثت فيها نهضة عمرانية بسبب قربها من العاصمة، وقدم إليها الكثير من السكان من جميع أنحاء البلاد.

## متفرقات

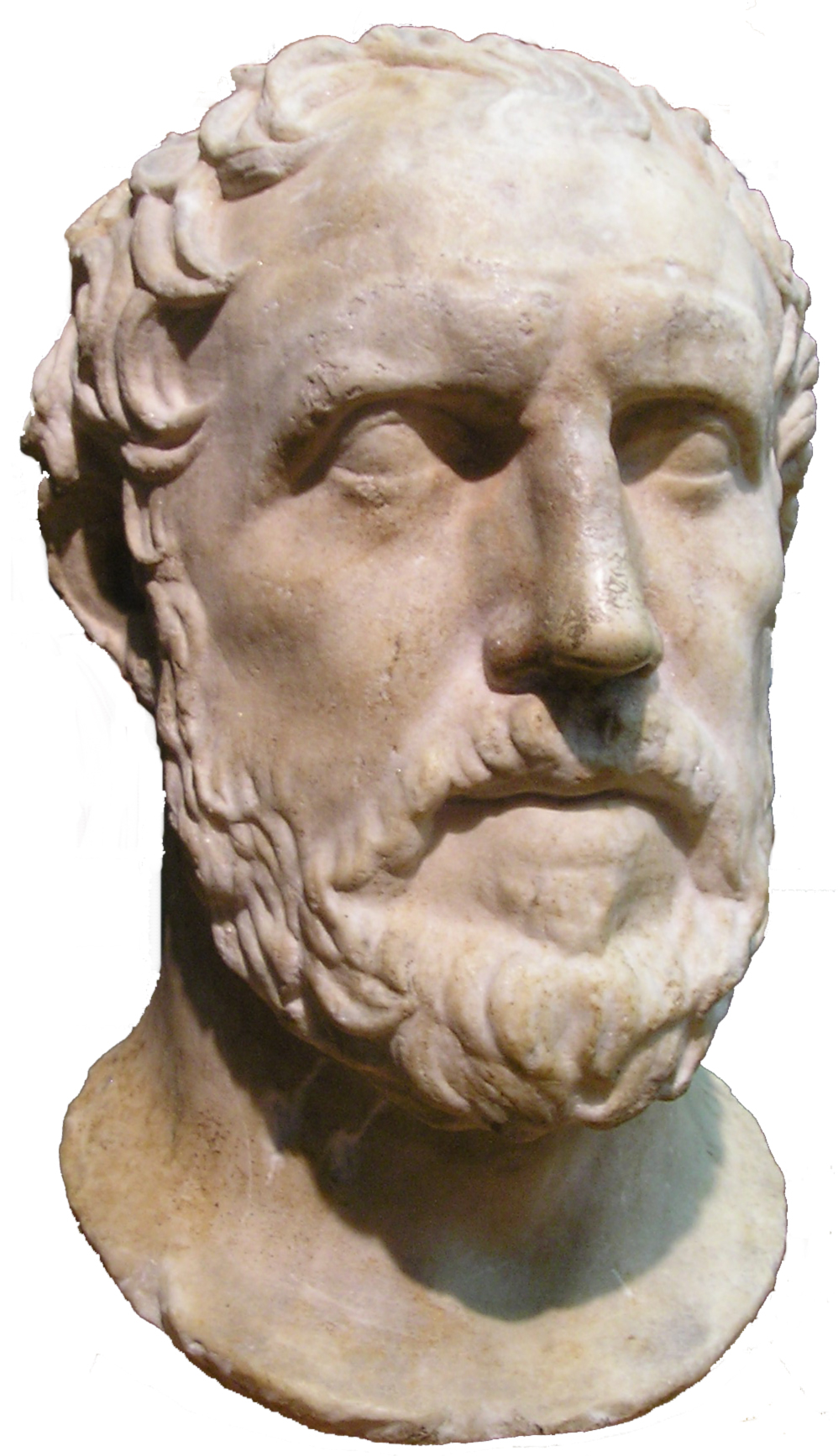
تمثال نصفي لثوكيديدس أحد أهم مواليد المدينة في الفترة الكلاسيكية

- من أهم المعالم الأثرية التي كشفت في المدينة هو مدرج صغير مستطيل الشكل يعود للفترة الكلاسيكية، هذا بالإضافة إلى بقايا تعود للعصر الـنيوليثي بجانب المدرج.
- يعتبر ثوكيديدس أهم من ولد في المدينة، وهو من أشهر المؤرخين للتاريخ الإغريقي، إذ قام بتوثيق تاريخ الحروب البيلوبونيزية في القرن الخامس قبل الميلاد.
- يوجد ضمن آليموس مجمع رياضي كبير استضاف بعض أحداث دورة أثينا الأولمبية عام 2004.
- توجد على ساحل المدينة أكبر مارينا في كل اليونان والتي تتسع لحولي ثلاثة آلاف قارب ويخت.

## توأمة
لآليموس اتفاقيات توأمة مع كل من:
- كوندوفوري
- باراليمني [الإنجليزية]‏ [4]

## وصلات خارجية
- موقع المدينة الرسمي